# Heterocypris antillensis
Heterocypris antillensis är en kräftdjursart som beskrevs av Broodbakker 1982. Heterocypris antillensis ingår i släktet Heterocypris och familjen Cyprididae. Inga underarter finns listade i Catalogue of Life.